# Dunaj (dopływ Kamiennej)
Dunaj – potok, lewobrzeżny dopływ Kamiennej o długości około 5 km.
Źródła potoku znajdują się w okolicach miejscowości Janik, uchodzi do Kamiennej we wsi Rudka pod Ostrowcem Świętokrzyskim.